# Казаково (Ярский район)
Казако́во (удм. Завот-починка́) — деревня в Ярском районе Удмуртии, входит в состав Казаковского сельского поселения.

## География
Деревня расположена на высоте 148 м над уровнем моря.

### Часовой пояс
Деревня Казаково, как и вся Удмуртская Республика, находится в часовой зоне МСК+1. Смещение применяемого времени относительно UTC составляет +4:00.

## Население
| 2010 | 2012 |
| ---- | ---- |
| 6    | →6   |

## Улицы
В деревне имеются две улицы: Заводская и Родниковая.